# N516a (België)
De N516a is een gewestweg in Moeskroen, België tussen de N513 en de Franse grens waar de weg over gaat in de M112. De weg heeft een lengte van ongeveer 2 kilometer.
De route gaat over de Wolfgang Amadeus Mozartlaan en Mont-à-Leuxstraat.
De gehele weg is in beide richtingen te berijden, echter doordat de weg door de wat smallere straten gaat is er niet overal belijning aanwezig op de weg. De route wordt net zoals bij andere gewestwegen binnen de bebouwde kom van Moeskroen niet weergegeven op wegwijzers of kilometerpaaltjes.
De weg dient niet verward te worden met de N516. Deze ligt bij de plaats Doornik.